# 스튜디오 코멧

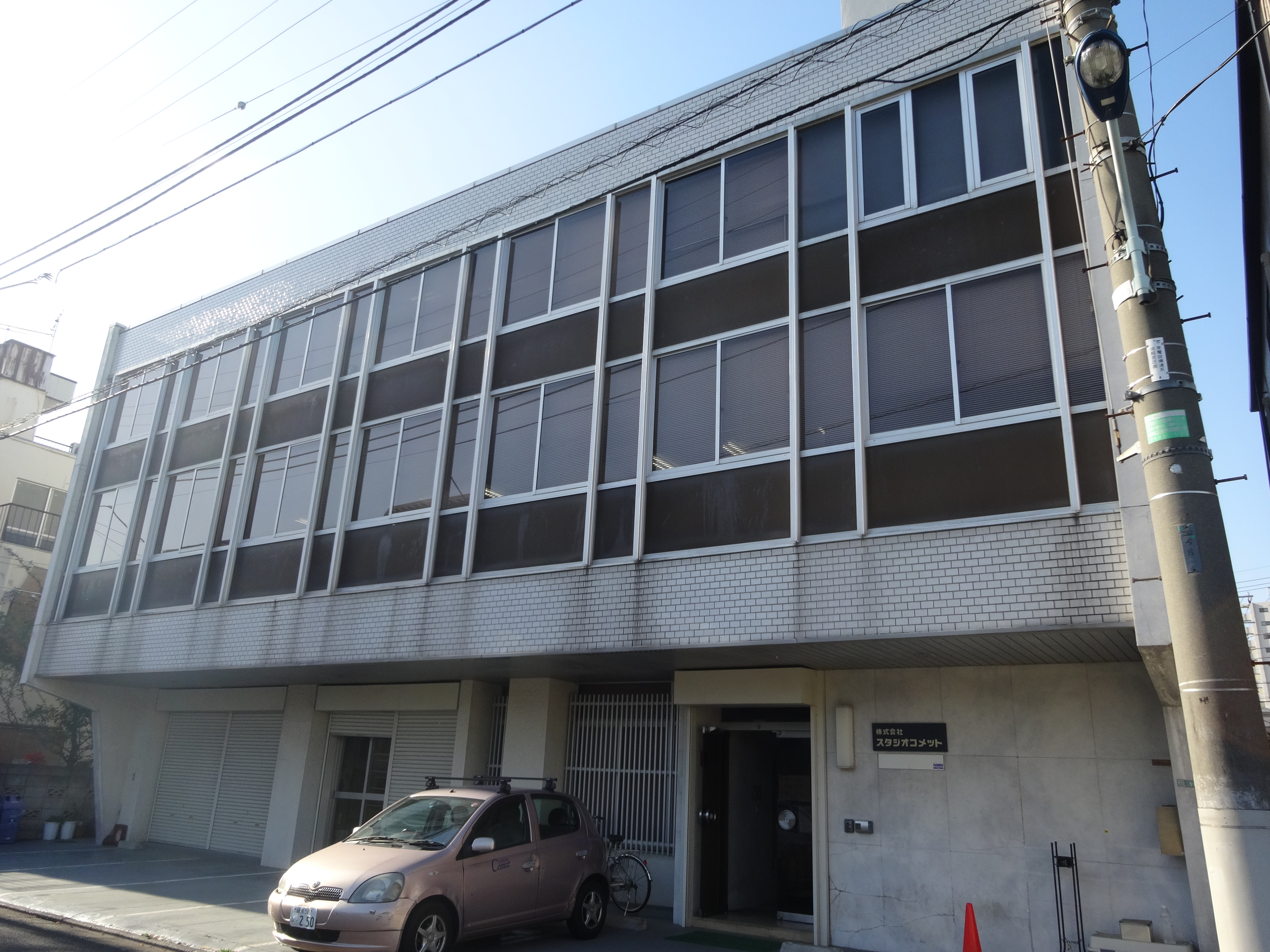

스튜디오 코멧(Studio Comet Co., Ltd., 일본어: 株式会社スタジオコメット)은 일본 도쿄 네리마의 도요타마나카에 본사를 둔 애니메이션 스튜디오이다. 1986년 1월 21일에 설립되었다.

## 저명한 직원
- 가나자와 히로시(애니메이션 감독, 캐릭터 디자이너)
- 하라다 카즈오(애니메이션 프로듀서·음향·음향 감독)
- 미사와 신(애니메이션)

## 제작
- 용호의 권
- 베이비 프린세스
- 수퍼 멍멍이 레츠고 태피
- 미남고교 지구방위부 LOVE!
- 드래곤 퀘스트
- Fairy 란마루 ~당신의 마음을 돕겠습니다~
- 요괴인간
- 이니셜 D
- 별의 커비 (애니메이션)
- 쥬얼 펫
- 극장판 쥬얼펫: 스위트댄스 프린세스
- 개골개골 마법사
- 부탁해! 마이멜로디
- 피치걸
- 영웅왕, 극한의 무를 위해 전생하다 ~그리고 세계 최강의 견습기사가 되다♀~
- 스쿨럼블
- 데블파이터
- 미스터 초밥왕
- 하늘 가는대로
- 스즈카 (만화)
- 라즈베리 타임즈
- 휘슬!